# Braunsia ochracea
Braunsia ochracea är en stekelart som beskrevs av Günther Enderlein 1904. Braunsia ochracea ingår i släktet Braunsia och familjen bracksteklar. Inga underarter finns listade.